# Éric Soyer
Éric Soyer est un créateur de lumières et un scénographe français pour le théâtre.

## Biographie
Formé à l'École Boulle dans la section « expression visuelle en architecture intérieure », il intègre une troupe de théâtre britannique indépendante, Act, comme régisseur pendant sept ans avant sa rencontre avec Joël Pommerat dont il réalise depuis toutes les scénographies et mises en lumières de ses créations.

## Lumières
- 1998 : La Journée d'une infirmière d'Armand Gatti, mise en scène Betty Berr, Théâtre national de Chaillot
- 2002 : La Franchise c'est bien de Natacha de Pontcharra, mise en scène de Lotfi Achour, Théâtre Le Rio Grenoble
- 2003 : Edgar et sa bonne et Le Dossier de Rosafol d'Eugène Labiche mise en scène Yves Beaunesne, Théâtre de l'Union
- 2003 : Les Martyrs reviennent cette semaine de Tahar Ouettar, mise en scène Ziani Chérif Ayad, Théâtre national d’Alger
- 2003 : Nedjma de Kateb Yacine, mise en scène Ziani Chérif Ayad, Théâtre national d’Alger, Théâtre du Vieux-Colombier
- 2003 : La Nuit du doute/Post-scriptum d'Arezki Metref, mise en scène Ahmed Khoudi
- 2004 : Oncle Vania d'Anton Tchekhov, mise en scène Yves Beaunesne, Théâtre Saint-Quentin-en-Yvelines
- 2005 : Conversation chez les Stein sur Monsieur de Goethe absent de Peter Hacks, mise en scène Yves Beaunesne, Théâtre de Nîmes
- 2006 : Chantier naval de Jean-Paul Quéinnec, mise en scène Antoine Caubet, Théâtre Dijon-Bourgogne
- 2007 : Partage de midi de Paul Claudel, mise en scène Yves Beaunesne, Comédie-Française
- 2008 : Le Canard sauvage de Henrik Ibsen, La Coursive La Rochelle
- 2010 : Giardino della parola de Luciano Berio, Bordeaux
- 2010 : Monstres de Ronan Cheneau, mise en scène Babette Masson, Grenoble
- 2010 : Les Sentinelles chorégraphie Nacera Belaza, Centre national de la danse Rencontres chorégraphiques internationales de Seine-Saint-Denis
- 2011 : Le Drap d'Yves Ravey, mise en scène Laurent Fréchuret, Comédie-Française Théâtre du Vieux-Colombier
- 2012 : Geschichte d'après Witold Gombrowicz, musique Oscar Strasnoy, mise en scène Christine Dormoy
- 2012 : Les Aveugles d'après Maurice Maeterlinck, mise en scène Patrick Corillon, Daan Janssens, Théâtre du Manège

## Scénographie
- 1999 : Terres mortes de Franz Xaver Kroetz, mise en scène Marc-Ange Sanz, Cie L’empreinte

## Lumières et scénographie
- 1997 : Macblettes, adaptation bosniaque de Mac Beth, mise en scène Lee Delong, Cie Quarks, Festival Free Zone Atlanta
- 1997 : Treize Étroites Têtes  de Joël Pommerat, Théâtre des Fédérés Montluçon, Théâtre de la Main d’Or, Théâtre Paris-Villette
- 1995 : Pôles de Joël Pommerat, Théâtre des Fédérés Montluçon
- 2000 : Mon ami de Joël Pommerat, Théâtre Paris-Villette
- 2001 : W. de Sophie Renauld, mise en scène de l'auteur, Théâtre de la Manufacture
- 2002 : Grâce à mes yeux de Joël Pommerat, Théâtre Paris-Villette
- 2003 : Qu’est-ce qu’on a fait ? de Joël Pommerat, Centre Dramatique de Caen
- 2004 : Au monde de Joël Pommerat, création au Théâtre national de Strasbourg
- 2004 : Hantés de Sophie Renauld, mise en scène de l'auteur, Théâtre de la Manufacture
- 2004 : Le Petit Chaperon rouge de Joël Pommerat, Théâtre de Brétigny-sur-Orge
- 2005 : D'une seule main de Joël Pommerat, création au Théâtre de Thionville
- 2005 : Ma maison de Pierre-Yves Chapalain, L'Échangeur Bagnolet
- 2006 : Les Marchands de Joël Pommerat, création au Théâtre national de Strasbourg
- 2006 : Cet enfant de Joël Pommerat, Théâtre Paris-Villette
- 2006 : Le Rachat de Pierre-Yves Chapalain, mise en scène Philippe Carbonneaux, Nouveau Théâtre de Besançon
- 2006 : El Machina d'Abdelkader Alloula, mise en scène Ziani Chérif Ayad, La Criée
- 2007 : Le Regard par-dessus le col d'après Victor Segalen, mise en scène Dominique Dupuy, Françoise Dupuy
- 2007 : Je tremble (1) de Joël Pommerat, Chambéry, Théâtre des Bouffes du Nord
- 2008 : Pinocchio de Joël Pommerat d'après Carlo Collodi, Odéon-Théâtre de l'Europe Ateliers Berthier
- 2008 : Je tremble (2) de Joël Pommerat, Festival d'Avignon, Théâtre des Bouffes du Nord
- 2008 : Ticket de Jack Souvant
- 2009 : Des utopies ? d'Oriza Hirata, Amir Reza Koohestani, Sylvain Maurice, mise en scène des auteurs, Nouveau Théâtre de Besançon
- 2009 : Les Palmiers sauvages de William Faulkner, mise en scène Philippe Ulysse, Théâtre de Saint-Quentin-en-Yvelines
- 2010 : Cercles/fictions de Joël Pommerat, création au Théâtre des Bouffes du Nord
- 2010 : La Chute de la Maison Usher d'après Edgar Poe, mise en scène Sylvain Maurice, Nouveau Théâtre de Besançon
- 2011 : Brundibár de Hans Krása, Le Petit Tailleur de Tibor Harsányi, mise en scène Toni Cafiero, Théâtre Molière Scène nationale de Sète et du Bassin de Thau
- 2011 : Ma chambre froide de Joël Pommerat, création Odéon-Théâtre de l'Europe Ateliers Berthier
- 2011 : Héritages de Bertrand Leclair, mise en scène Emmanuelle Laborit
- 2011 : Thanks to my eyes Opéra de chambre d’Oscar Bianchi, livret et mise en scène Joël Pommerat d'après sa pièce Grâce à mes yeux, Festival d’Aix-en-Provence Théâtre du Jeu de Paume
- 2011 : Cendrillon de Joël Pommerat d'après le conte populaire, création au Théâtre national de Belgique, Odéon-Théâtre de l'Europe Ateliers Berthier
- 2011 : La Grande et Fabuleuse Histoire du commerce de Joël Pommerat, création à la Comédie de Béthune
- 2014 : Au monde, opéra de Philippe Boesmans, mis en scène par Joël Pommerat, à La Monnaie de Bruxelles.
- 2017 : Petit éloge de la nuit, mise en scène Gérald Garutti, Théâtre du Rond-Point, La Scala Paris
- 2018 : Seven Stones, opéra d'Ondřej Adámek, livret de Sjón, mise en scène et chorégraphie d'Éric Oberdorff, Festival d'Aix-en-Provence Théâtre du Jeu de Paume

## Distinctions
- Prix du syndicat de la critique 2007 : meilleur créateur d'élément scénique pour Les Marchands
- Molières 2008 : Nomination au Molière du créateur de lumières pour Je tremble
- Molières 2009 : Nomination au Molière du créateur de lumières pour Le Canard sauvage
- Molières 2010 : Nomination au Molière du créateur de lumières pour Cercles/fictions
- Molières 2010 : Nomination au Molière du décorateur scénographe pour Cercles/fictions
- Molières 2011 : Nomination au Molière du créateur de lumières pour Ma chambre froide
- Prix du syndicat de la critique 2013 : meilleur créateur d'élément scénique pour La Réunification des deux Corées
- Molières 2015 : Nomination au Molière de la création visuelle pour La Réunification des deux Corées
- Molières 2018 : Molière de la création visuelle pour Cendrillon